# Alexandre Jehanin
Alexandre Jehanin est un homme politique français né le 17 juin 1851 à Bécherel (Ille-et-Vilaine) et décédé le 5 février 1911 à Bécherel.

## Biographie
Tanneur, il est conseiller municipal de Bécherel en 1878, adjoint en 1881 et maire, succédant à son père, en 1886. Il est conseiller d'arrondissement en 1889 puis conseiller général du canton de Bécherel en 1892. Il est député d'Ille-et-Vilaine de 1902 à 1906, inscrit au groupe de l'Union démocratique, soutenant Waldeck-Rousseau.

## Sources
- « Alexandre Jehanin », dans le Dictionnaire des parlementaires français (1889-1940), sous la direction de Jean Jolly, PUF, 1960 [détail de l’édition]
- Ressource relative à la vie publique :   - Base Sycomore